# Stereophyllum radiculosum
Stereophyllum radiculosum là một loài Rêu trong họ Stereophyllaceae. Loài này được (Hook.) Mitt. miêu tả khoa học đầu tiên năm 1869.